# Макарий Търновски
Макарий е български патриарх през 80-те години на 13 век.
Патриарх Макарий е назован свещеномъченик в Бориловия синодик. Той живее в епохата на татарските нашествия и междуособиците през времето на царете Ивайло (1278-1279), Иван Асен III (1279-1280) и Георги I Тертер (1280-1292). Загива мъченически, неизвестно кога и как.